# لئونهارد کوک
لئونهارد کوک (استونیایی: Leonhard Kukk; ۱۲ اوت ۱۹۰۶ – ۱۹۴۴) وزنه‌بردار اهل استونی بود. وی در بازی‌های المپیک تابستانی ۱۹۲۸ شرکت کرده‌است.